# Dezaks palats

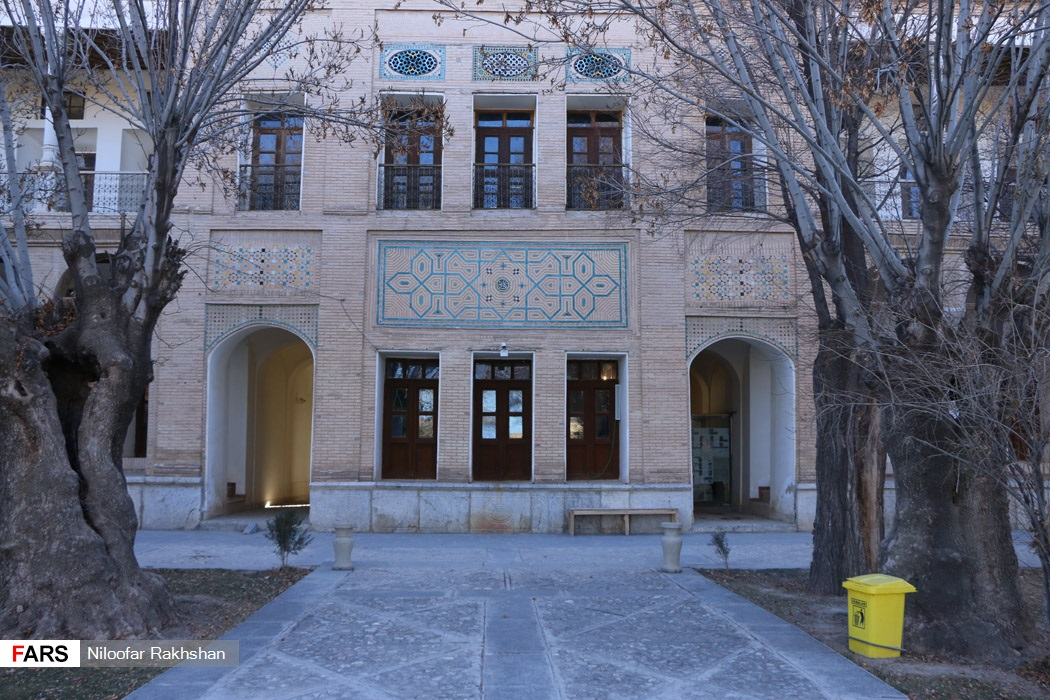
Dezaks palats.

Dezaks palats (persiska: قلعه دزک) ligger i provinsen Chahar Mahal och Bakhtiari i Iran. Palatset byggdes år 1875 och var under många år bostad och centrum för bakhtiariregeringen. På grund av palatsets höga anseende har det använts som mötesplats för många kända personligheter inom vetenskap och politik.

## Bilder

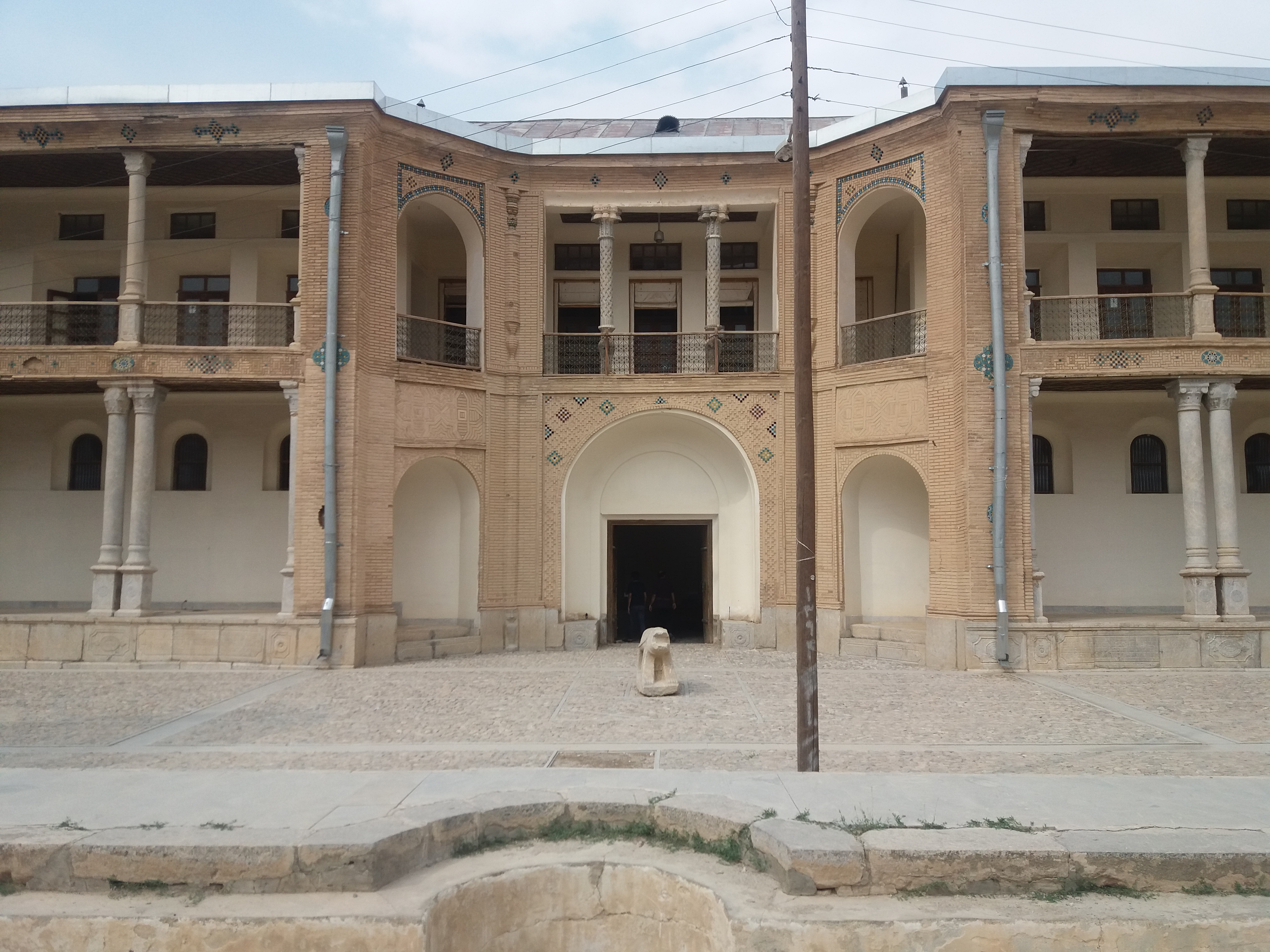
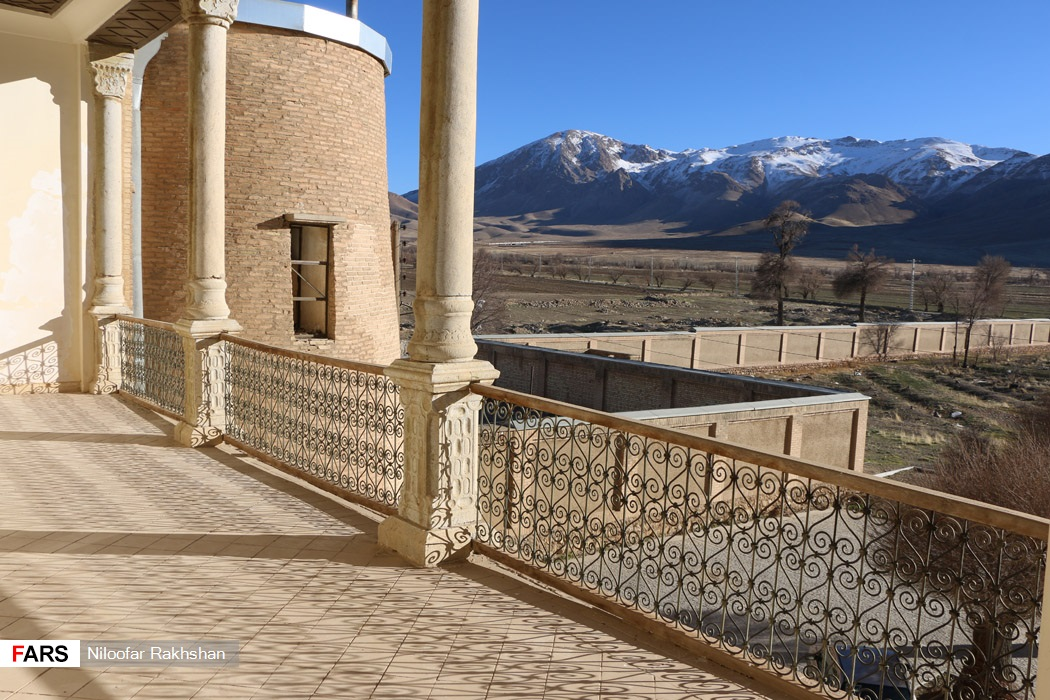
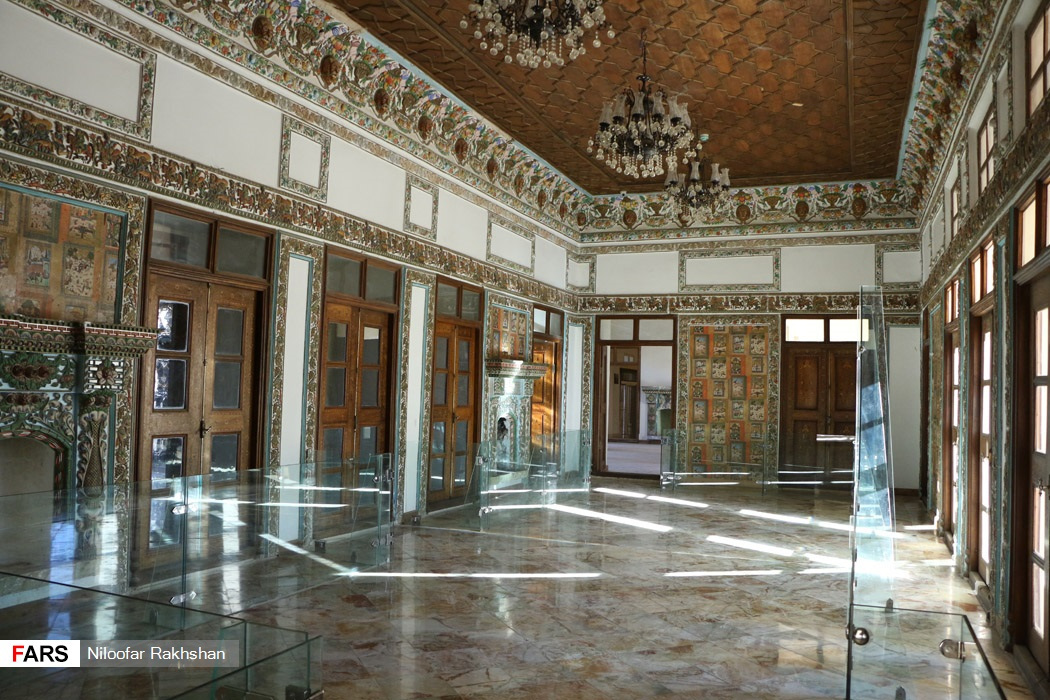